# Santa Maria de Bell-lloc (Santa Coloma de Queralt)
Santa Maria de Bell-lloc és un monument del municipi de Santa Coloma de Queralt declarat bé cultural d'interès nacional.

## Descripció
La construcció de l'església cal situar-la a la primera meitat del segle xiii, i la seva estructura reflecteix aquesta etapa de transició del romànic al gòtic, així com les ampliacions posteriors que va experimentar en època plenament gòtica i en època barroca.
L'interior de l'edifici mostra l'austeritat pròpia del Cister. Consta d'una nau dividida en dos trams coberts amb volta de creueria gòtica, i un absis de planta quadrangular. Al costat S s'obren dues capelles laterals: la primera, possiblement del segle xiv, té planta quadrangular i correspon al primer tram de la nau. La segona, de planta poligonal, és d'època barroca i coincideix amb el segon tram. Una tercera capella, també poligonal, s'obre al costat N, davant de l'anterior.

## Història
Construcció i consolidació
La primera referència sobre l'església es remunta a 1221, quan Arnau de Timor, senyor de Santa Coloma, deixa mil sous a Sanctam Maria de Belloch abans de marxar de pelegrinatge a Santiago de Compostel·la.És possible que l'església es construís sobre un edifici anterior. L’historiador Joan Segura va defensar que el 1255 ja feia un segle que s’havia construït. 
A favor d’aquesta hipòtesi, el doctor en història de l’art Carlos Cid Priego va escriure: “No creemos por tanto que la iglesia se construyera en la época de dominio de los templarios. Si hubo iglesia de los templarios, debió de ser anterior, y a nuestro entender pueden corresponder a ella los extraños cimientos que han aparecido en la restauración actual, que no enlazan exactamente con ninguna de las reconstrucciones antiguas”.
Dos altres indicis apunten a favor d’aquesta suposició. D’una banda, l'estreta relació entre els Queralt-Timor i l’orde templer. Pere I de Queralt fa un viatge peregrinari a Jerusalem (1157-1160) i deixa importants deixes testamentàries a l’orde templer; el seu nebot i successor, Gombau d’Oluja, ingressa a la milicia a finals de segle (1196). També es té constància, com apunta Fuguet, que alguns albergs templers, originalment concebuts per assistir als peregrins, s’erigiren en santuaris marians.
Cid Priego i Emma Liaño situen la construcció de la portalada de Santa Maria de Bell-lloc entre 1230 i 1250. Una dècada més tard, el 1260, ja es troba documentada la comunitat de donats a Bell-lloc. La relació entre aquesta comunitat i l'església parroquial devia generar friccions, atès que el 1270 es firma una concòrdia entre Arnau de Mijanes (rector de Santa Coloma) i Guillem Mir (majoral de Bell-lloc). Segons aquesta concòrdia, els donats reconeixien l’autoritat del rector de Santa Coloma, qui es reservava el dret a escollir-ne el majoral,  amb el vistiplau del senyor de Santa Coloma i del conjunt de la parròquia.
La fortalesa d’aquesta comunitat de donats era manifesta: Bell-lloc ja es descrit com a monestir el 1262. Durant el darrer terç de segle augmenta el seu poderiu econòmic, com es manifesta en els contractes de compravenda realitzats i també en les deixes testamentàries que reben de la població de Santa Coloma els primers anys del segle XIV.
El 1307, l’orde de la Mercè va prendre possessió del santuari. Una data significativa, no debades coincideix amb l'enfonsament de l’Orde del Temple. Un altre indici que la comunitat de donats, i el mateix origen del monument, hi estaria estretament vinculat.
L’orde mercedària
La construcció de Santa Maria de Bell-lloc va ser impulsada pels Queralt, que de seguida convertiren el monument en el seu panteó familiar. Segons un registre de juny de 1335, el comanador de Bell-lloc havia de prendre possessió pel Senyor de Santa Coloma. Durant el darrer terç del segle xiv es construeixen les capelles de Santa Maria de Bell-lloc, i possiblement també el presbiteri. Així, en el Racional d’actes de pergamí del convent, consten documentades les primeres referències a la capella de Santa Caterina (1371), Sant Pere (1377) i una donació per construir una tercera capella (1391).
Es desconeix, en canvi, quan va construir-se exactament el claustre del convent, actualment desaparegut, que constava de cinc arcs gòtics per cantó. Al bell mig del claustre hi havia una cisterna.
Durant el segle xv se segueixen consolidacions les possessions del monestir a Santa Coloma i la seva rodalia. El maig de 1448, la Vila acull el Capítol General de l’Ordre de la Mercè.
Malgrat tractar-se d’un monestir que distava mig quart d’hora de Santa Coloma, els religiosos no estaven desvinculats de la vida de la Vila. Així, posseïen taules de safrà a la plaça de l'església (almenys entre 1450 i 1535), així com una casa al carrer de les Quarteres. Des de 1572, se celebrava una processó anual cada 15 d’agost des de l'església parroquial fins a Bell-lloc. La processó havia començat el 1572 arran del jubileu concedit pel Papa Pius V arran de la victòria de la Santa Aliança en la batalla de Lepant. Com a capità d’un terç, va participar-hi Lluís de Queralt, fill de Guerau  de Queralt. També eren habituals les processons rogatives a Bell-lloc per demanar pluja o bé la millora de la salut dels Senyors de Santa Coloma.
En el testament que va dictar el 1606, l'esmentat Lluís de Queralt estipulava que el seu successor havia de cedir 125 lliures anuals de la seva herència per obres de conservació de Bell-lloc. Gràcies a aquesta disposició, executada almenys fins a 1660, es van fer importants reformes en el claustre, sobreclaustre, de profundis, refetor, sagristia i el capítol del temple. Poc abans de ser assassinat (1638-39), Dalmau de Queralt va fer gestions infructuoses per tal que el monestir oferís estudis de Gramàtica i Filosofia a tot el comtat de Santa Coloma.
No es tenen gaires referències sobre Bell-lloc al segle xviii. Segons el cadastre de 1716, com a mínim hi vivien set frares. Gairebé cinquanta anys més tard, concretament el 1765, hi va ingressar com a corista fra Joan Novellas, que posteriorment va ser cridat al Vaticà. Segons Joan Segura, es trobava amb Pius VII quan Napoleó el va dur captiu a França (1812).
Decadència i desaparició del convent

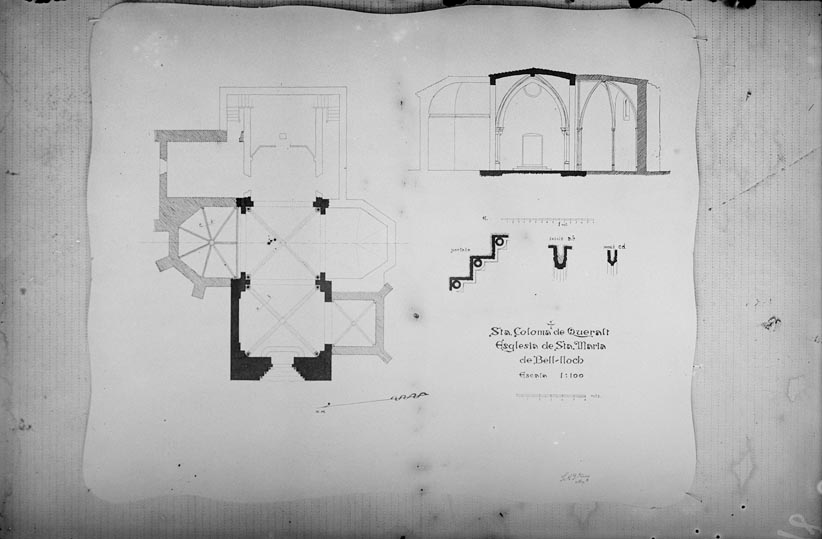
Reproducció del plànol fet per l'arquitecte municipal de Valls, Josep Maria Vives Castellet, de l'església de Santa Maria de Bell-lloc (1917)

A cavall dels segles XVIII i XVIII, els comtes de Santa Coloma fan inversions en la verge de la Mercè que presidia la Mercè. Joan Baptista de Queralt és el darrer Senyor que hi és enterrat, l’octubre de 1803. El santuari no podrà sobreviure a les revolucions de signe liberals del primer terç del segle.
El 5 de setembre de 1811, en el marc de la Guerra del Francès, una divisió de soldats va ocupar el convent, de tal manera que els frares s’hagueren de refugiar a Santa Coloma fins a la Vila. L'episodi es va repetir pocs mesos més tard, el 24 de juny de 1812. En acabar-se la guerra, Bell-lloc celebrà la retirada de les tropes franceses (1 de maig de 1814).
El 1835 és un any nefast per Santa Maria de Bell-lloc. En el motí de sant Llorenç, el monestir va ser incendiat, i hi van morir el pare Francesc Geli i el corista Josep Antoni Ladrón. El mateix any, Juan Álvarez Mendizábal va decretar-ne la desamortització. S’acabava, així, la vida dels mercedaris al conveni. L'edifici no fou comprat fins a 1870 per les famílies colomines Goberna, Brufau, Martí i Mullerat; les tres primeres aprofitaren els enderrocs per a la construcció d’una fàbrica tèxtil al Raval dels Capellans de Santa Coloma. Les pedres del conveni també van servir per aixecar edificis particulars.
A cavall del segle xix i XX, es feien sessions musicals, amenitzades al so de l’harmònium. El 1918, la Junta de Museus de Catalunya va encarregar la reproducció de la portalada en guix, amb l’objectiu de poder disposar d’una rèplica. L’obra, executada per Nicolau Belart, es va perdre. Durant l'esclat de la Guerra Civil Espanyola, Santa Maria de Bell-lloc torna a cremar, concretament la matinada del 24 de juliol i el 28 de juliol de 1936. Gràcies a les gestions dels Amics de l’Art Vell, s'aconsegueix salvaguardar el cenotafi de Pere IV de Queralt i Francesca de Castellnou i també la portalada. Les dues obres artístiques es van protegir gràcies a les gestions de Josep de Calassanç Serra i Ràfols i Ignasi Mallol.
Acabat el conflicte armat, Santa Maria de Bell-lloc és declarat Bé Cultural d’Interès Nacional (19 d’octubre de 1944). La reconstrucció del santuari es realitza entre 1948 i 1954, gràcies a la col·laboració entre l’Estat, la Diputació i l’Ajuntament de Santa Coloma, sota la direcció de l’arquitecte Alejandro Ferrant. Les dues espadanyes que tenia la portalada del santuari es convertiren en una. En paral·lel, Pere Claver Sebastià du a terme una reproducció en fusta de la portalada de Bell-lloc.
El 1953 s’obre el Passeig Joan Segura, que connecta Santa Maria de Bell-lloc amb Santa Coloma de Queralt. L’octubre de 1959, s’inaugura la plaça de la Pau annexa al santuari, així com una font també dedicada a Joan Segura. El 2018 s’acaben les obres de remodelació de l'esmentada plaça de la Pau.

## Obres artístiques
Obres conservades

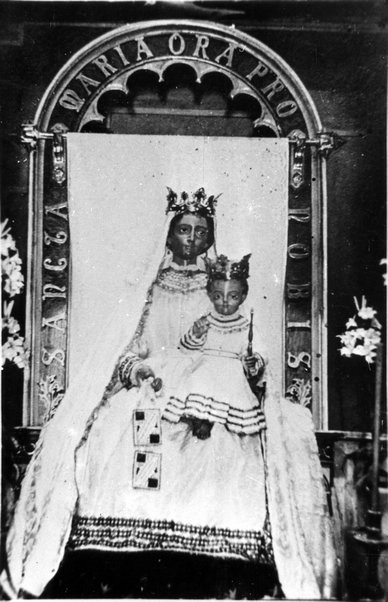
Mare de Déu de la Mercè, a Santa Maria de Bell-lloc

Portalada de Santa Maria de Bell-lloc. Construïda entre 1230 i 1250. El fris mostra l'epifania i anunciació de la Verge Maria. Els trets estilístics dominants a la portada la relacionen amb l'anomenada escola lleidatana. Tanmateix, la iconografia del timpà ja és gòtica: s'hi representen l'Epifania i l'Anunciació, a banda i banda de la Mare de Déu amb l'Infant i sant Josep. Aquesta portada és l'únic element que decora la façana principal, molt refeta i que presenta un aspecte massís, només trencat a la part superior per una obertura de mig punt que fa la funció de campanar.
- Cenotafi de Pere de Queralt i Francesca de Castellnou. Construït per Pere Aguilar, Esteban de Burgos i Pere Ciroll, a instàncies de Dalmau I de Queralt.

- Sepulcre d’un membre del llinatge Queralt. Se’n conserva la coberta. Segons Sofía Mata de la Cruz, es va construir entre els anys 1330 i 1340, i podria pertànyer a un dels fills de Pere IV de Queralt i Francesca de Castellnou: Bernat, Ponç, Pere, Guillem i Ramon. El 25 de febrer de 1919 va ser ingressat al Museu Diocesà de Tarragona, procedent de la parròquia de Les Piles.[15]

- Jacent de Bell-lloc. El sepulcre va construir-se a cavall dels segles XII i XIII, motiu pel qual es considera que podria fer referència a Pere II de Queralt “Cor de Roure” o Pere III de Queralt. Carme Plaza i Joan Fuguet van localitzar-lo el 2011 a l’abadia de Fontfreda. Possiblement va ser venut per mossèn Esteve Puig entre 1905 i 1914 a un antiquari barceloní.[16]

- Màrmol sepulcral.- Segons Gaietà Barraquer, indicava la cripta on estaven enterrats els comtes, a la qual es baixava, des del mig de la creueria, mitjançant unes escales.[17]

Obres desaparegudes
- Mare de Déu de la Mercè. Presidia el retaule major, que constava d’unes grades i un sagrari, i al capdamunt, l'escut del comte de Santa Coloma. Els vestits de la Verge havien estat regalats per la comtessa Maria Lluïsa de Silva. Era habitual que sortís en processó el dia de Corpus i en celebracions assenyalades.[17] L'estiu de 1980 va ser substituïda per una nova imatge.

- Retaule de Sant Cosme i Damià. Actualment desaparegut, es conservà fins a la guerra civil espanyola. Segons Barraquer, constava de taules gòtiques, contractades el 1642,[11] estava adornat amb escuts i fulles espinoses, i s’havia daurat i estofat.

- Quadre de Sant Pere Nolasc. D’estil naturalista, representava el fundador de l’orde mercedari. Va ser contractat el 1642.[11] En aquest moment, va ubicar-se a la capella de Sant Pere Nolasc. A finals del segle xix estava situat en la sagristia.[17]

## Majorals i comanadors

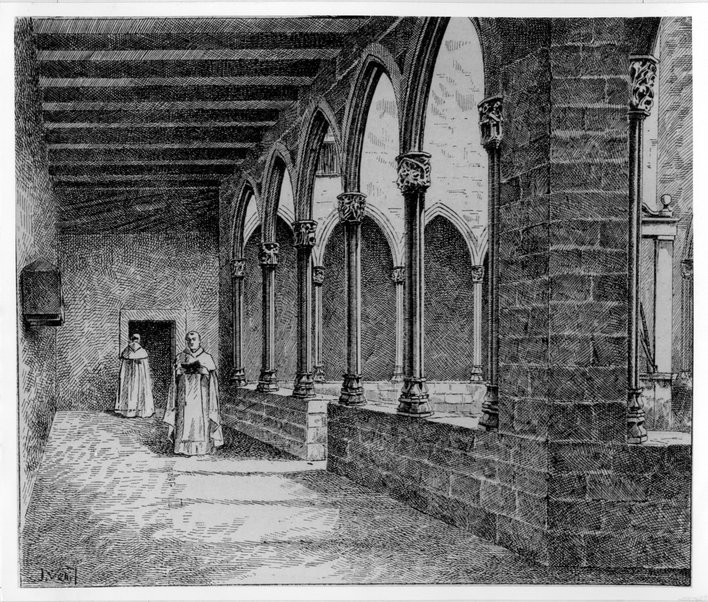
Lateral del claustre de Santa Maria de Bell-lloc, segons un dibuix de principis de.

Llista incompleta de majorals i comanadors de Santa Maria de Bell-lloc segons les obres de Joan Segura i el Racional dels actes de pergamí del Convent de Santa Coloma de Queralt. Les dates indiquen el període en el qual estan referenciats en el càrrec: 
Majorals: Guillem Mir: 1260-70; Ramon Piquer: 1271; Guillem Bover: 1281-1307.
Comanadors: Ferrer de Caldes- 1307-1308; Ferrario Asbert: 1309; Guillem Bover: 1319-1321; Pere de Aguilera: 1335; Dominic de Cubells: 1341; Bernat de Guardiola: 1342; Pere Agost: 1354; Pere Santgenís: 1359-1364; Francesc Alot: 1371-1391; Francesc Ferrer: 1399; Pere Malasanch: 1407-1411; Francesc Fradera: 1411; Fra Dalmau: 1420; Joan Martí: 1450, Joan Ferrer: 1537-38; Miquel Sans: 1538; Narcís Serriol: 1619; Joan Beny: 1632; Jaume de Prunera: 1633; Francesc Rovira: 1638-39; Sebastià Mambla: 1644; Joan Tomeu: 1739; Antonio Quadreny: 1765; Joan Casacuberta: 1777-1784; Pere Pasqual Font: 1784-85; Joan Coll: 1787; Esteve Ilacava: 1798-1800; Pau Viladomou: 1803-1811; Francesc Domènech: 1811-20; Pere Pascual Cabrer: 1827; Menna Pons: 1832-35.